# Djibril Sidibé (labdarúgó, 1992)
Djibril Sidibé (Troyes, 1992. július 29. –) szenegáli származású világbajnok francia válogatott labdarúgó, az AÉK játékosa. Posztja szerint hátvéd.

## Pályafutása

### Kezdeti évek
Djibril Sidibé ugyan hátvéd poszton szerepel, azonban pályafutása korai szakaszában középpályásként is játszott. Karrierjét szülővárosának csapatában, a Troyes-ban kezdte nyolcévesen. A felnőttek között a 2009-10-es idényben mutatkozott be, amikor a klub éppen a Championnat National-ban azaz a harmadik ligában szerepelt. 2010. szeptember 17-én a Grenoble ellen debütált.

### OSC Lille
Miután a Troyest élvonalbeli feljutáshoz segítette, 19 évesen, 2012 júliusában aláírt a Lillehez ahol Mathieu Debuchy utódjának szánták.  Sidibé augusztus 25-én mutatkozott be a Ligue 1-ben az OGC Nice ellen. Kezdőként kapott lehetőséget és az 59. percben ő egyenlített a 2-2-re végződő találkozón. Pályára lépett a 2012–2013-as Bajnokok Ligája csoportkörében is, ahol 2013. november 20-án a BATE elleni idegenbeli mérkőzésen góllal járult hozzá a francia csapat egyetlen sikeréhez. A Lille végül csoport utolsóként búcsúzott a küzdelmektől.
Sidibé gólt szerzett a Ligakupa 2016-os döntőjében a Paris Saint-Germain ellen, de a mérkőzést és vele a trófeát a párizsiak nyerték 2-1-re.

### AS Monaco
2016. július 8-án  ötéves  szerződést írt alá az AS Monacóval,ahol hamar alapember lett.

### Everton
2019. augusztus 7-én az angol élvonalban szereplő Everton vette kölcsön az idény végéig.

### A válogatottban
Sidibé tagja a volt a francia válogatott 2016-os hazai Európa-bajnokságra benevezett bő keretnek, de a tornán végül nem vett részt.
2016.augusztus 25-én mutatkozott be egy olaszok elleni barátságos mérkőzésen, amit csapata 3-1-re megnyert,Sidibé pedig végig a pályán volt.

## Sikerei, díjai

### AS Monaco
- Ligue 1: 2016–17

### Válogatott
- Világbajnokság győztes:2018

## Statisztika

### Klub
2017. december 15-én frissítve.
| Klub             | Szezon           | Bajnokság     | Bajnokság | Kupa          | Kupa  | Ligakupa      | Ligakupa | Nemzetközi kupa | Nemzetközi kupa | Egyéb         | Egyéb | Összesen      | Összesen |
| Klub             | Szezon           | Pályára lépés | Gólok     | Pályára lépés | Gólok | Pályára lépés | Gólok    | Pályára lépés   | Gólok           | Pályára lépés | Gólok | Pályára lépés | Gólok    |
| ---------------- | ---------------- | ------------- | --------- | ------------- | ----- | ------------- | -------- | --------------- | --------------- | ------------- | ----- | ------------- | -------- |
| Troyes           | 2009–10          | 1             | 0         | 0             | 0     | 0             | 0        | —               | —               | —             | —     | 1             | 0        |
| Troyes           | 2010–11          | 6             | 0         | 0             | 0     | 0             | 0        | —               | —               | —             | —     | 6             | 0        |
| Troyes           | 2011–12          | 34            | 1         | 3             | 0     | 1             | 0        | —               | —               | —             | —     | 38            | 1        |
| Troyes           | Összesen         | 41            | 1         | 3             | 0     | 1             | 0        | 0               | 0               | 0             | 0     | 45            | 1        |
| Lille            | 2012–13          | 14            | 1         | 2             | 0     | 1             | 1        | 3               | 1               | —             | —     | 20            | 3        |
| Lille            | 2013–14          | 20            | 0         | 3             | 0     | 1             | 0        | —               | —               | —             | —     | 24            | 0        |
| Lille            | 2014–15          | 25            | 2         | 1             | 0     | 3             | 0        | 3               | 0               | —             | —     | 32            | 2        |
| Lille            | 2015–16          | 37            | 4         | 2             | 0     | 4             | 2        | —               | —               | —             | —     | 43            | 6        |
| Lille            | Összesen         | 96            | 7         | 8             | 1     | 9             | 3        | 6               | 1               | 0             | 0     | 119           | 11       |
| Monaco           | 2016–17          | 29            | 2         | 2             | 0     | 4             | 0        | 12              | 1               | —             | —     | 47            | 3        |
| Monaco           | 2017–18          | 12            | 2         | 0             | 0     | 1             | 0        | 0               | 0               | 1             | 1     | 17            | 3        |
| Monaco           | Összesen         | 41            | 4         | 2             | 0     | 5             | 0        | 12              | 1               | 1             | 1     | 64            | 6        |
| Karrier összesen | Karrier összesen | 178           | 12        | 13            | 1     | 15            | 3        | 18              | 2               | 1             | 1     | 228           | 18       |

### Válogatott
2016. november 15-én frissítve.
| Válogatott    | Év       | Pályára lépés | Gólok |
| ------------- | -------- | ------------- | ----- |
| Franciaország | 2016     | 6             | 0     |
| Összesen      | Összesen | 6             | 0     |